# Ronde van Chiapas
De Ronde van Chiapas (Spaans: Vuelta Ciclista Chiapas) was een meerdaagse wielerwedstrijd in de Mexicaanse deelstaat Chiapas (zuidoosten van Mexico). De koers bestond sinds 2008 en was, met uitzondering van 2010, onderdeel van de UCI America Tour. Het had een classificatie van 2.2.
De wedstrijd werd oorspronkelijk in maart gehouden, maar werd verplaatst naar november. Sinds 2012 wordt de Ronde van Chiapas niet meer georganiseerd.